# کیم (نام خانوادگی کره‌ای)

۲۱٫۶٪ درصد مردم نام خانوادگی کیم بر اساس سرشماری سال ۲۰۰۰ در کره جنوبی دارند
Kim, Gim, Ghim
Lee, Yi, Rhee, Yie
Park, Bark, Pak, Bhak
Choi, Choe
Jung, Jeong, Chung, Cheong

کیم (Kim یا Gim) (هانگول: 김) رایج‌ترین نام خانوادگی در کره است. بر اساس سرشماری سال ۲۰۱۵ کره جنوبی، ۱۰٬۶۸۹٬۹۵۹ نفر یا ۲۱٫۵٪ درصد از جمعیت با این نام در کره جنوبی وجود دارد.جد بزرگ خاندان کیم و کسی که به عنوان اولین فرد کیم شناخته شد کیم آلجی از امپراتوری شیلا بود.